# Manfred Seibel
Manfred Seibel (* 3. Juli 1958 in Hauenstein (Pfalz)) ist ein deutscher Drucker und Politiker (Grüne). Von 2001 bis 2006 war er Landesvorstandssprecher von Bündnis 90/Die Grünen Rheinland-Pfalz.

## Leben
Seibel machte nach dem Realschulabschluss eine Druckerlehre und arbeitete dann bis 1987 als gewerblicher Arbeitnehmer in der Druckindustrie.
1983 trat er den Grünen bei und war Vorstandsmitglied der Grünen in der Pfalz. Er war Mitglied des Verbandsgemeinderats Hauenstein und bis 1989 Mitglied des Kreistags Pirmasens.
1987 wurde er in den elften Landtag Rheinland-Pfalz gewählt, dem er zwei Wahlperioden lang bis 1996 angehörte. Im Landtag war er in der 11. Wahlperiode Mitglied im Ausschuss für Wirtschaft und Verkehr, Haushalts- und Finanzausschuss, der Rechnungsprüfungskommission, dem Zwischenausschuss, der Enquete-Kommission „Arbeit in der Industriegesellschaft“, Enquete-Kommission „Finanzierung kommunaler Einrichtungen“, dem Unterausschuss „Architektengesetz Rheinland-Pfalz“ und dem Unterausschuss „Landesbauordnung“. In der 12. Wahlperiode war er Mitglied im Ältestenrat, Haushalts- und Finanzausschuss, Rechnungsprüfungskommission, Zwischenausschuss, der Enquete-Kommission „Gestaltung der kommunalen Abgaben“ und den Unterausschüssen „Geschäftsordnung des Landtags“, „Landesbauordnung“ und „GBS“.
Daneben war er Mitglied der Landsiedlung Rheinland-Pfalz GmbH, der Wiederaufbaukasse und der Industriegewerkschaft Druck und Papier.